# Yêu nước xã hội chủ nghĩa

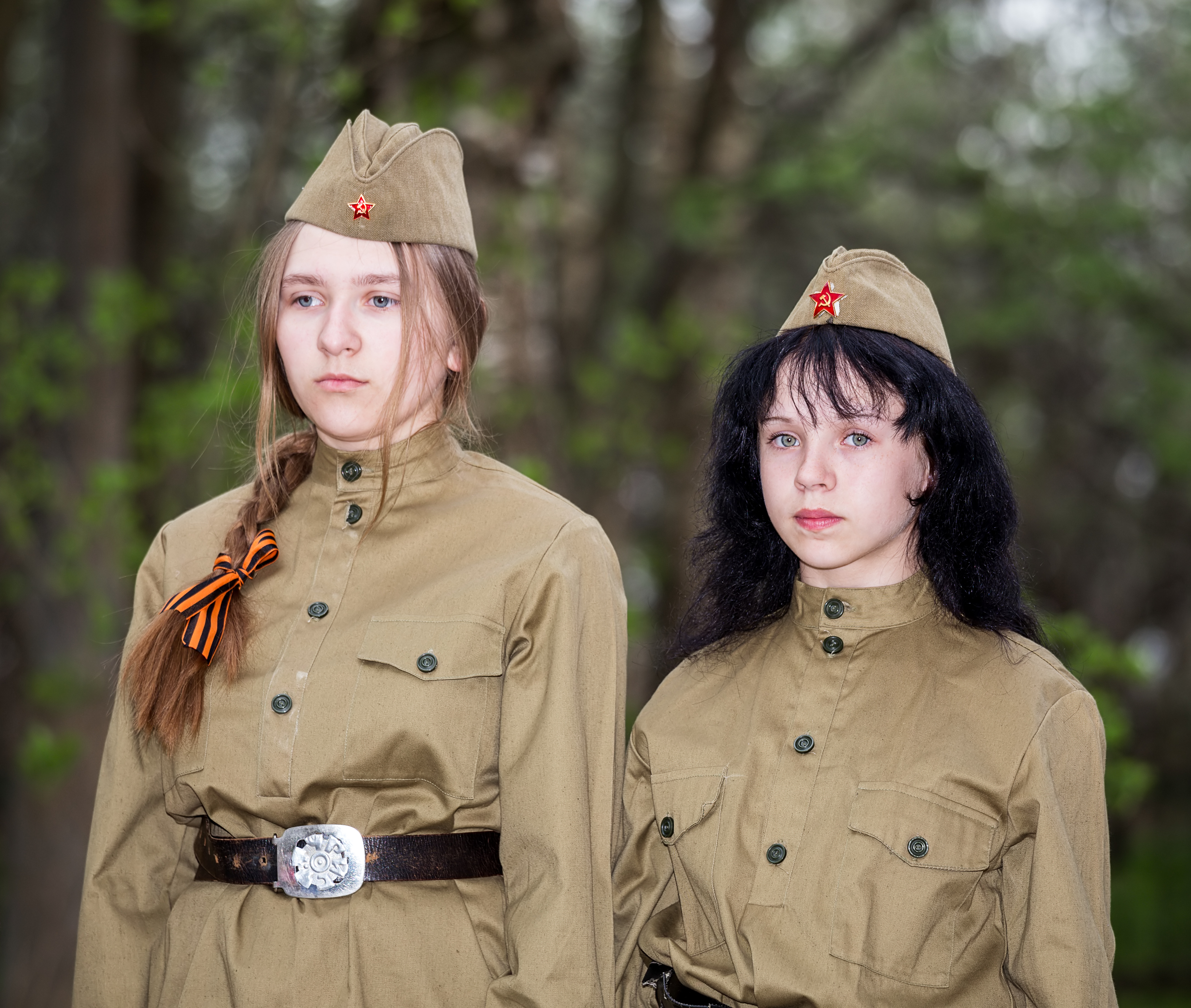
Hai bạn nữ trẻ mặc đồ quân nhân Nga Xô Viết trong dịp kỷ niệm ngày Chiến thắng vào năm 2014

Yêu nước xã hội chủ nghĩa (Socialist patriotism) hay Yêu tổ quốc xã hội chủ nghĩa là một hình thức của chủ nghĩa yêu nước được các phong trào theo Chủ nghĩa Marx–Lenin bồi đắp và cổ võ. Lòng yêu nước xã hội chủ nghĩa thôi thúc những lớp người sống trong các nước theo chủ nghĩa Mác-Lênin kiên định với "tình yêu vô bờ bến đối với tổ quốc xã hội chủ nghĩa, phấn đấu cải tạo xã hội mang tính cách mạng vì lý tưởng và sự nghiệp của chủ nghĩa cộng sản". Những người theo chủ nghĩa Marx–Lenin cho rằng chủ nghĩa yêu nước xã hội chủ nghĩa không gắn liền với chủ nghĩa dân tộc (phân biệt rõ giữa chủ nghĩa dân tộc và lòng yêu nước) vì những người theo chủ nghĩa Marx và những người theo chủ nghĩa Marx–Lenin tố cáo chủ nghĩa dân tộc như một hệ tư tưởng tư sản được phát triển dưới thời chủ nghĩa tư bản khiến công nhân chống đối lẫn nhau. Lãnh tụ Kim Nhật Thành của Bắc Hàn đề cao chủ nghĩa yêu nước xã hội chủ nghĩa trong khi ông lên án chủ nghĩa dân tộc vì cho rằng nó hủy hoại tình huynh đệ giữa con người vì tính độc quyền. Ở Cuba đã xuất hiện yếu tố của chủ nghĩa yêu nước xã hội chủ nghĩa kết hợp với chủ nghĩa dân tộc cánh tả trong đường lối của Đảng Cộng sản Cuba.

## Đại cương

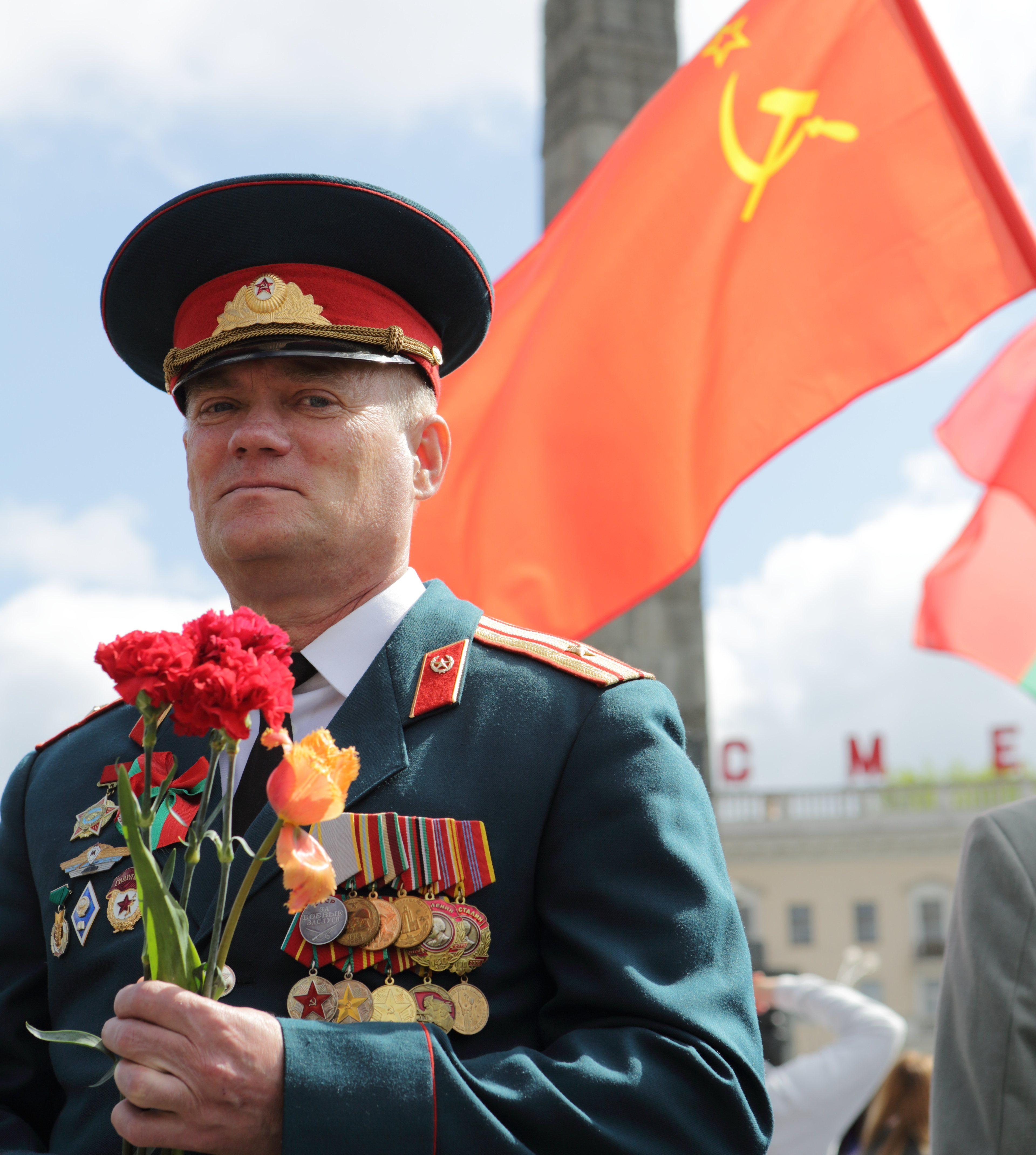
Kỷ niệm ngày Chiến thắng năm 2014

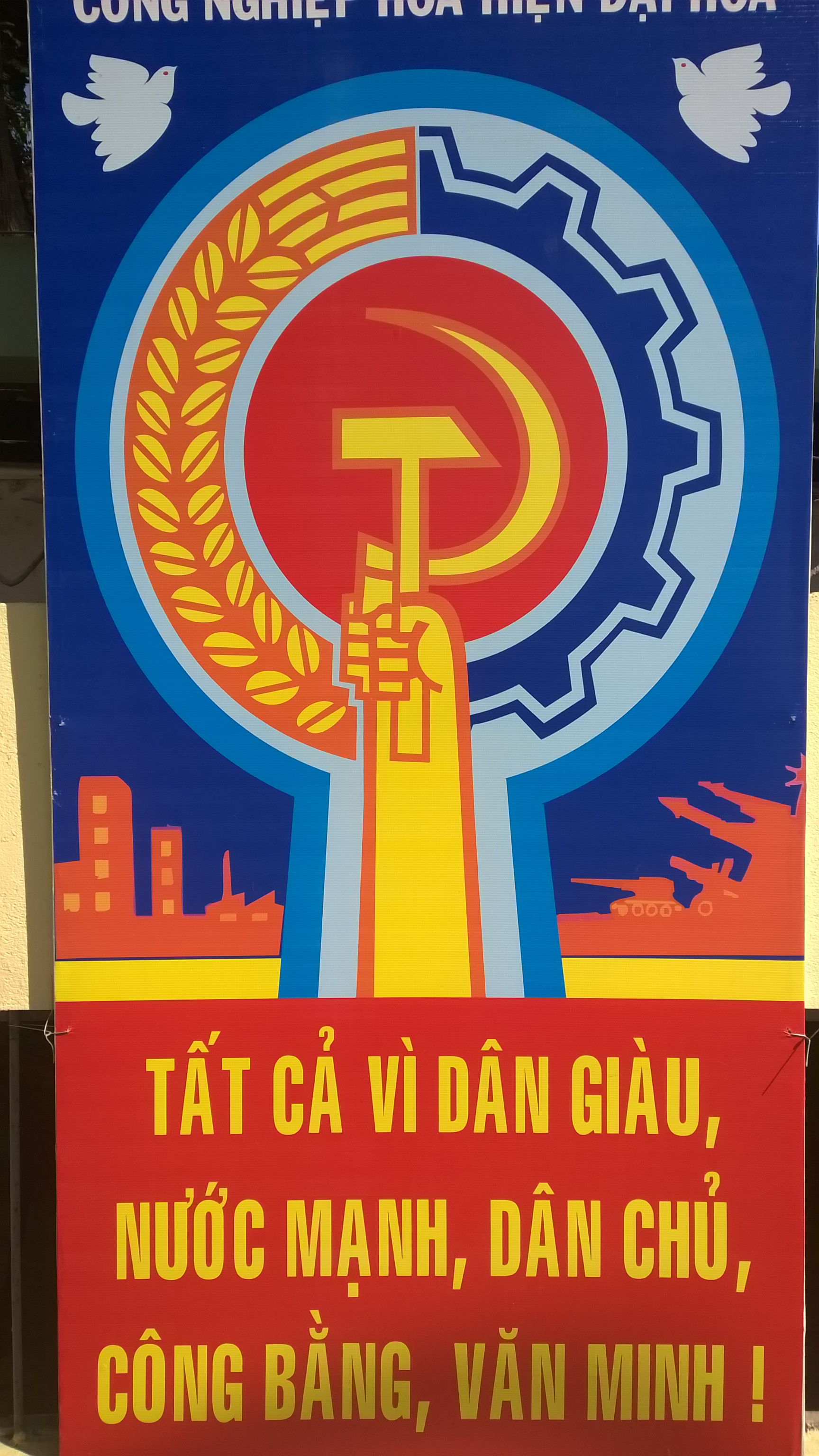
Bảng tuyên truyền ở Đà Nẵng

Chủ nghĩa yêu nước xã hội chủ nghĩa thường được chủ nghĩa quốc tế vô sản ủng hộ trực tiếp nhiệt thành cùng với nhau, với các đảng cộng sản coi hai khái niệm này là tương thích với nhau. Khái niệm này đã được các nhà văn người Liên Xô gán cho Karl Marx và Vladimir Lenin. V.Lênin tách bạch chủ nghĩa yêu nước thành cái mà ông định nghĩa là vô sản, chủ nghĩa yêu nước xã hội chủ nghĩa với chủ nghĩa dân tộc tư sản. Lênin đề cao quyền tự quyết của các dân tộc và quyền đoàn kết của mọi công nhân trong các dân tộc; tuy nhiên, ông cũng lên án chủ nghĩa Sô vanh và khẳng định có cả cảm xúc chính đáng và phi lý về niềm tự hào dân tộc. Lênin tin rằng các quốc gia bị đế quốc cai trị có quyền tìm kiếm sự giải phóng dân tộc khỏi ách thống trị của đế quốc. Cộng hòa Liên bang Xã hội chủ nghĩa Nam Tư (Nam Tư cũ) tán thành chủ nghĩa yêu nước xã hội chủ nghĩa thúc đẩy khái niệm "tình huynh đệ và đoàn kết", trong đó các quốc gia Nam Tư sẽ vượt qua những khác biệt về văn hóa và ngôn ngữ thông qua việc thúc đẩy quan hệ anh em giữa các quốc gia.
Nhà văn Ilya Ehrenburg có bài tùy bút Lòng yêu nước đăng trên báo Thử lửa vào ngày 26 tháng 6 năm 1942, trong bối cảnh cuộc Chiến tranh Vệ quốc của nhân dân Xô viết đang diễn ra khốc liệt, bài Lòng yêu nước với ngòi bút dịch của Thép Mới được đăng trong sách giáo khoa Ngữ Văn 6, tên ông được ghi với bản phiên dịch là I-li-a Ê-ren-bua: "Lòng yêu nước ban đầu là yêu những vật tầm thường nhất: yêu cái cây trồng ở trước nhà, yêu cái phố nhỏ đổ ra bờ sông, yêu vị thơm chua mát của trái lê mùa thu hay mùa cỏ thảo nguyên có hơi rượu mạnh. Chiến tranh khiến cho mỗi công dân Xô viết nhận ra vẻ thanh tú của chốn quê hương. Người vùng Bắc nghĩ đén cánh rừng bên dòng sông Vina hay miền Xu-cô-nô, thân cây mọc là là mặt nước, nghĩ đến những đêm tháng 6 sáng hồng và tiếng "cô nàng" gọi đùa người yêu. Người xứ Ukraina nhớ bóng thuỳ dương tư lự bên đường, cái bằng lặng của trưa hè vàng ánh, vào lúc ấy, đời sống thấy đầy đủ và phong phú thay, vào lúc ấy, thời gian dường như không trôi đi nữa. Chỉ có tiếng ong bay khẽ xua động cái yên lặng trọng thể. Người xứ Gruzia ca tụng khí trời của núi cao, những tảng đá sáng rực và nỗi vui bất chợt của một dòng suối óng ánh bạc, vị mát của nước đóng thành băng, rượu vang cay sẽ tu trong bọc đựng rượu bằng da dê, những lời thân ái giản dị và những tiếng cuối của câu chào tạm biệt vọng lại.
Người ở thành Leningrad bị sương mù quê hương ám ảnh, nhớ dòng sông Neva rộng và đường bệ như nước Nga đường bệ, nhớ những tượng bằng đồng tạc những con chiến mã lồng lên, và lá hoa rực rỡ của công viên mùa hè, nhớ phố phường mà mỗi căn nhà là một trang lịch sử. Người Moskva nhớ như thấy lại những phố cũ chạy ngoằn ngoèo lan man như một hoài niệm, để rồi đổ ra những đại lộ của thành phố mới. Xa nữa là điện Kremlin, những tháp cổ ngày xưa, dấu hiệu vinh quang của đất nước Nga và những ánh sao đỏ của ngày mai. Dòng suối đổ vào sông, sông đổ vào dải trường giang Volga, con sông Volga đi ra bể. Lòng yêu nhà, yêu làng xóm, yêu miền quê trở nên lòng yêu Tổ quốc. Có thể nào quan niệm được sức mãnh liệt của tình yêu mà không đem nó vào lửa đạn gay go thử thách. Người ta giờ đây đã hiểu lòng yêu của mình lớn đến dường nào, yêu người thân, yêu Tổ quốc, yêu nước Nga, yêu Liên bang Xô Viết. Điều đó ta đã hiểu, khi kẻ thù giơ tay khả ố động đến Tổ quốc chúng ta. Ai là kẻ chẳng cảm thấy, mùa thu qua, điểu giản dị này: "Mất nước Nga thì ta còn sống làm gì nữa?".
Tại Việt Nam hiện nay, Đảng cầm quyền xác định Chủ nghĩa yêu nước Việt Nam (vận dụng chủ nghĩa yêu nước kết hợp với chủ nghĩa xã hội) là sự sáng tạo độc đáo của Hồ Chí Minh là bộ phận cấu thành quan trọng trong tư tưởng Hồ Chí Minh. Chủ nghĩa yêu nước Việt Nam thời đại hiện nay không đối lập mà kế thừa và phát triển chủ nghĩa yêu nước truyền thống lên tầm cao mới, đó là chủ nghĩa yêu nước xã hội chủ nghĩa và "đòi hỏi phải gắn liền một lòng yêu Tổ quốc với yêu chế độ xã hội mới, chế độ xã hội chủ nghĩa". Theo lý luận của Đảng Cộng sản Việt Nam thì yêu nước phải đặt dưới sự lãnh đạo của Đảng thì mới yêu nước triệt để và giành được thắng lợi. Đảng đã xác định và giải quyết đúng đắn mối quan hệ giữa hai nhiệm vụ chiến lược gồm xây dựng và bảo vệ Tổ quốc là "Dựng nước đi đôi với giữ nước là quy luật tồn tại và phát triển của dân tộc ta. Xây dựng chủ nghĩa xã hội và bảo vệ Tổ quốc xã hội chủ nghĩa là quy luật phát triển của cách mạng nước ta". Vấn đề bảo vệ chế độ xã hội chủ nghĩa, bảo vệ Đảng và quyền làm chủ của nhân dân cần quan tâm nhấn mạnh đặt trong mục tiêu, nhiệm vụ bảo vệ Tổ quốc Việt Nam xã hội chủ nghĩa. Chính quyền Việt Nam đã cụ thể hóa điều này qua công tác giáo dục quốc phòng-an ninh cho các đối tượng, nhất là giáo dục lòng yêu nước, yêu Tổ quốc xã hội chủ nghĩa trong thanh thiếu niên, học sinh, sinh viên đã được hiện thực hóa bằng các hoạt động cụ thể, và phát động phương châm lấy thi đua yêu nước xã hội chủ nghĩa và cạnh tranh lành mạnh làm động lực thúc đẩy xây dựng xã hội mới.